# Hankook Tire & Technology
Hankook Tire & Technology Co., Ltd. (in coreano: 한국타이어앤테크놀로지 주식회사), meglio conosciuta come Hankook, è un'azienda sudcoreana specializzata nella produzione di pneumatici, con sede a Seul.

## Storia
Hankook Tire è stata fondata dal nonno di Jae Hun Chung nel 1941 come Chosun Tire Company ed è stata ribattezzata Hankook Tire Manufacturing nel 1968. La parola Hankook in inglese e coreano vuol dire letteralmente “Corea”.
Secondo Modern Tire Dealer, nel 2007 ha incassato dalle vendite circa 3,5 miliardi di dollari.
Nel 2011 Hankook Tire Co. ha annunciato che la società investirà 1,1 miliardi di dollari per costruire una fabbrica a West Java, in Indonesia, come parte di un piano per diventare il quinto produttore di pneumatici al mondo.
Nel 2017 era la settima compagnia di pneumatici al mondo.
Nel 2025 ha introdotto il marchio Optimo per una gamma di pneumatici economici da commercializzare in Europa.

## Il marchio Laufenn

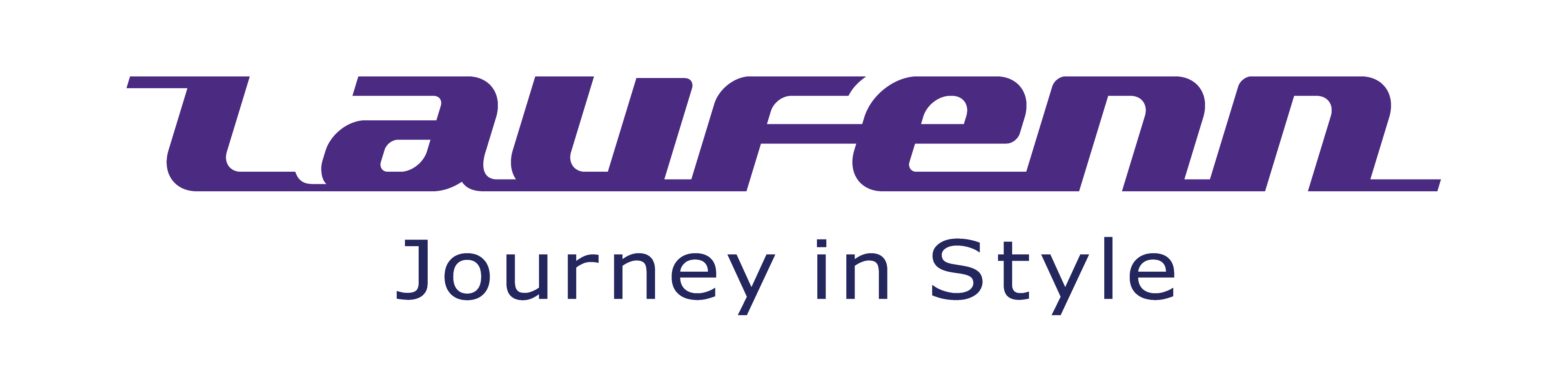
Laufenn

Nel settembre 2015, durante la conferenza stampa dell'azienda al 66° Salone dell'automobile di Francoforte, Hankook ha introdotto il suo nuovo marchio di pneumatici, Laufenn, sul mercato europeo: una gamma di prodotti sviluppata appositamente per le esigenze del mercato europeo, con un centro tecnico di sviluppo ad Hannover.

## Motorsport

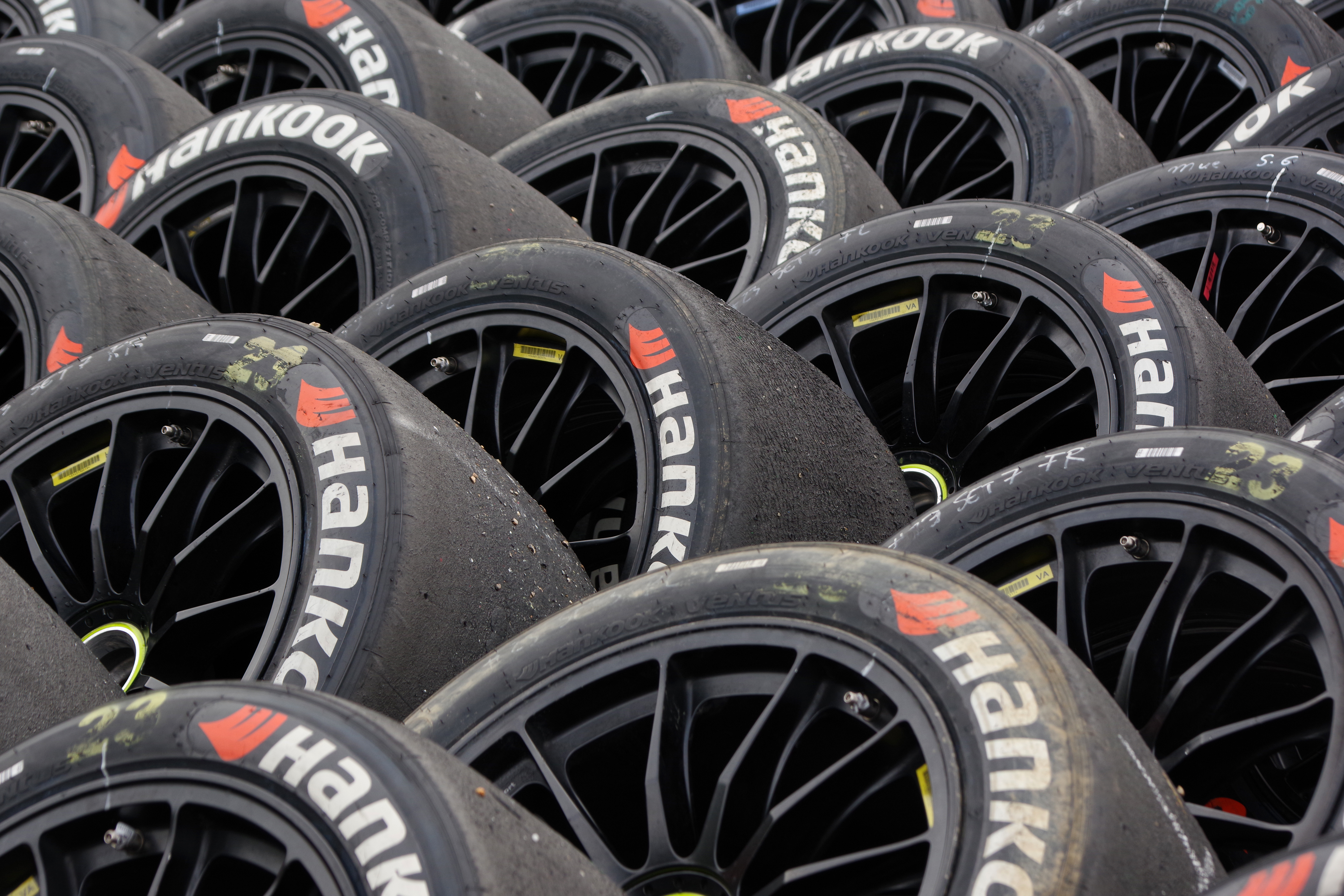
Pneumatici Hankook usati nel campionato DTM.

Dal 2007-2009, Hankook aveva dato i pneumatici per la serie American Le Mans Series. Dal 2009, l'Hankook Team Farnbacher ha gareggiato nella classe GT della Le Mans Series.
Nei rally, Hankook è lo sponsor della serie dello Scottish Rally Championship.
Dal 2011, Hankook è il partner ufficiale per gli pneumatici del Deutsche Tourenwagen Masters, una delle serie di auto da turismo più famose al mondo.
Hankook sostituisce Michelin come fornitore ufficiale di pneumatici per la Formula E per la sua vettura di terza generazione a partire dalla stagione 2022-23.
Nella stagione 2025 del campionato del mondo rally Hankook diventa fornitore unico di tutte le categorie del mondiale, sostituendo Pirelli.

## Sponsor
Hankook ha sponsorizzato moltissime squadre di calcio e rugby ed è lo sponsor delle competizioni UEFA (UEFA Europa League, dal 2012) e dal 2021 sponsorizza la nuova coppa europea (UEFA Europa Conference League).